# Saison 2 de Graceland
Chronologie
Saison 1 Saison 3
Cet article présente les treize épisodes de la deuxième saison de la série télévisée Graceland.

## Synopsis
Les agents de différentes agences gouvernementales, aux objectifs et qualifications diamétralement opposés, sont engagés sur une périlleuse opération d'infiltration. Pour réussir cette mission, ils sont contraints de cohabiter dans une maison secrète, en Californie du Sud.

## Distribution

### Acteurs principaux
- Daniel Sunjata (VF : Marc Saez) : Paul Briggs (agent du Federal Bureau of Investigation)
- Aaron Tveit (VF : Alexandre Gillet) : Mike Warren (agent du FBI)
- Vanessa Ferlito (VF : Géraldine Asselin) : Catherine « Charlie » DeMarco (agent du FBI)
- Brandon Jay McLaren (VF : Serge Faliu) : Dale « DJ » Jakes (agent de l'U.S. Immigration and Customs Enforcement)
- Manny Montana (VF : Éric Aubrahn) : Joe « Johnny » Tuturro (agent du FBI)
- Serinda Swan (VF : Nathalie Karsenti) : Paige Arkin (agent de la Drug Enforcement Administration)

### Acteurs récurrents et invités
- Erik Valdez : Carlito Solano[3] (9 épisodes)
- Emily Rose (VF : Marie Diot) : Jessica Foster[4] (épisodes 1 à 6)
- Jamie Gray Hyder (VF : Marie Zidi) : Lucia Solano[5] (10 épisodes)
- John Kapelos : Lawrence[6] (épisodes 4 à 7)
- Lindsey Haun : Romona[6] (épisodes 4 et 5)
- Carmine Giovinazzo (VF : Sébastien Desjours) : Sid Markham[7] (épisodes 6 à 13)
- Jon Sklaroff (VF : Emmanuel Karsen) : Fritz[7] (épisodes 6 à 10)
- Coby Ryan McLaughlin (VF : Stéphane Pouplard) : Archie[8] (épisodes 7 à 13)
- Brit Morgan (VF : Laurence Charpentier) : Amber[9] (épisodes 8 à 13)
- Nestor Serrano : Carlos Solano, Sr.[9] (épisodes 9 à 13)
- Dameon Clarke (en) (VF : Éric Missoffe) : Clarke (épisodes 11 à 13)
- Pedro Pascal (VF : Yann Pichon) : Juan Badillo (épisode 11)

## Liste des épisodes

### Épisode 1:La Ligne
- États-Unis /  Canada : 11 juin 2014 sur USA Network[10] / Bravo![11]
- Belgique : 5 janvier 2016

- États-Unis : 1,56 million de téléspectateurs[12] (première diffusion)

### Épisode 2:Les Réseaux
- États-Unis /  Canada : 18 juin 2014 sur USA Network / Bravo!

- États-Unis : 1,394 million de téléspectateurs[13] (première diffusion)

### Épisode 3:La Fée Clochette
- États-Unis /  Canada : 25 juin 2014 sur USA Network / Bravo!

- États-Unis : 1,27 million de téléspectateurs[14] (première diffusion)

### Épisode 4:Le Numéro magique
- États-Unis /  Canada : 9 juillet 2014 sur USA Network / Bravo!

- États-Unis : 1,16 million de téléspectateurs[15] (première diffusion)

### Épisode 5:Conflit d'intérêt
- États-Unis /  Canada : 16 juillet 2014 sur USA Network / Bravo!

- États-Unis : 1,037 million de téléspectateurs[16] (première diffusion)

### Épisode 6:Roulette russe
- États-Unis /  Canada : 23 juillet 2014 sur USA Network / Bravo!

- États-Unis : 1,464 million de téléspectateurs[17] (première diffusion)

### Épisode 7:Jeux dangereux
- États-Unis /  Canada : 30 juillet 2014 sur USA Network / Bravo!

- États-Unis : 1,20 million de téléspectateurs[18] (première diffusion)

### Épisode 8:Jusqu'au bout
- États-Unis /  Canada : 6 août 2014 sur USA Network / Bravo!

- États-Unis : 1,16 million de téléspectateurs[19] (première diffusion)

### Épisode 9:Rupture de contrat
- États-Unis /  Canada : 13 août 2014 sur USA Network / Bravo!

- États-Unis : 1,27 million de téléspectateurs[20] (première diffusion)

### Épisode 10:Seconde Chance
- États-Unis /  Canada : 20 août 2014 sur USA Network / Bravo!

- États-Unis : 1,06 million de téléspectateurs[21] (première diffusion)

### Épisode 11:Six pieds sous terre
- États-Unis /  Canada : 27 août 2014 sur USA Network / Bravo!

- États-Unis : 1,28 million de téléspectateurs[22] (première diffusion)

### Épisode 12:Point de rupture
- États-Unis /  Canada : 3 septembre 2014 sur USA Network / Bravo!

- États-Unis : 1,144 million de téléspectateurs[23] (première diffusion)

### Épisode 13:À la dérive
- États-Unis /  Canada : 10 septembre 2014 sur USA Network / Bravo!

- États-Unis : 1,23 million de téléspectateurs[24] (première diffusion)